# Chelonistele
Chelonistele – rodzaj roślin z rodziny storczykowatych (Orchidaceae). Występują one na Jawie, Borneo, Sumatrze, na Półwyspie Malajskim oraz na Filipinach. Są to epifity rosnące na pniach oraz gałęziach drzew. Bardzo rzadko rosną na ziemi wśród skał. Występują w wilgotnych i ciepłych górskich lasach, na stanowiskach od nasłonecznionych po zacienione, na wysokościach od około 500 do 3500 m n.p.m.

## Morfologia
Kłącze pnące, pseudobulwy rosnące w zwartych grupach, spłaszczone. Jeden lub dwa liście, twarde i skręcone. Kwiatostan rozgałęziony, kwiaty otwierają się w tym samym czasie. Warżka skierowana w dół. Kwiaty posiadają cztery pyłkowiny. Torebka eliptyczna.

## Systematyka
Rodzaj sklasyfikowany do podplemienia Coelogyninae w plemieniu Arethuseae, podrodzina epidendronowe (Epidendroideae), rodzina storczykowate (Orchidaceae), rząd szparagowce (Asparagales) w obrębie roślin jednoliściennych.
W 2021 rodzaj został zakwalifikowany i przeniesiony do rodzaju Coelogyne.
Wykaz gatunków
- Chelonistele amplissima (Ames & C.Schweinf.) Carr
- Chelonistele brevilamellata (J.J.Sm.) Carr
- Chelonistele dentifera de Vogel
- Chelonistele devogelii Schuit.
- Chelonistele ingloria (J.J.Sm.) Carr
- Chelonistele laetitia-reginae de Vogel
- Chelonistele lamellulifera Carr
- Chelonistele lurida Pfitzer
- Chelonistele ramentacea J.J.Wood
- Chelonistele richardsii Carr
- Chelonistele senagangensis J.J.Wood
- Chelonistele sulphurea (Blume) Pfitzer
- Chelonistele unguiculata Carr